# Petr Vabroušek
Petr Vabroušek, né le 27 juillet 1973 à Prague en République tchèque est un triathlète professionnel, vainqueur sur triathlon Ironman.

## Palmarès
Le tableau présente les résultats les plus significatifs (podium) obtenus sur le circuit national et international de triathlon depuis 1999,.
| Année | Compétition                                        | Pays           | Position           | Temps           |
| ----- | -------------------------------------------------- | -------------- | ------------------ | --------------- |
| 2015  | Championnat de République Tchèque longue distance  | Tchéquie       | Médaille d'or      | 8 h 44 min 19 s |
| 2014  | Championnat de République Tchèque longue distance  | Tchéquie       | Médaille d'or      | 8 h 45 min 14 s |
| 2013  | Championnat de République Tchèque longue distance  | Tchéquie       | Médaille d'or      | 8 h 51 min 46 s |
| 2013  | Ironman Japon                                      | Japon          | Médaille d'argent  | 9 h 19 min 52 s |
| 2010  | Ironman Lake Placid                                | États-Unis     | Médaille d'argent  | 8 h 46 min 33 s |
| 2009  | Ironman Japon                                      | Japon          | Médaille de bronze | 8 h 45 min 59 s |
| 2009  | Ironman Brésil                                     | Brésil         | Médaille de bronze | 8 h 37 min 18 s |
| 2009  | Ironman Afrique du Sud                             | Afrique du Sud | Médaille de bronze | 8 h 36 min 7 s  |
| 2008  | Ironman Lake Placid                                | États-Unis     | Médaille d'argent  | 8 h 55 min 20 s |
| 2008  | Ironman Malaysie                                   | Malaisie       | Médaille d'argent  | 9 h 4 min 54 s  |
| 2008  | Ironman Floride                                    | États-Unis     | Médaille de bronze | 8 h 23 min 0 s  |
| 2006  | Championnat panaméricains longue distance (invité) | États-Unis     | Médaille d'or      | 6 h 14 min 32 s |
| 2006  | Ironman Japon                                      | Japon          | Médaille d'argent  | 8 h 44 min 22 s |
| 2006  | Ironman Afrique du Sud                             | Afrique du Sud | Médaille de bronze | 8 h 38 min 52 s |
| 2004  | Ironman Wisconsin                                  | États-Unis     | Médaille d'argent  | 8 h 55 min 41 s |
| 2001  | Ironman Autriche                                   | Autriche       | Médaille de bronze | 8 h 21 min 30 s |
| 2000  | Ironman Afrique du Sud                             | Afrique du Sud | Médaille d'or      | 8 h 54 min 35 s |
| 2000  | Ironman Californie                                 | États-Unis     | Médaille d'argent  | 9 h 13 min 5 s  |
| 2000  | Ironman Corée du Sud                               | Corée du Sud   | Médaille d'or      | Timing          |
| 1999  | Championnat d'Europe longue distance               | Pays-Bas       | Médaille d'argent  | 8 h 4 min 11 s  |